# 吹上駅 (愛知県)
吹上駅（ふきあげえき）は、愛知県名古屋市千種区千種通7丁目にある、名古屋市営地下鉄桜通線の駅。駅番号はS09。
千種区と昭和区の境界付近にあり、出入口は両区に設けられている（3、4番出口は昭和区、残りは千種区）。アクセントカラーは赤色。

## 歴史
- 1994年（平成6年）3月30日：開業[2]。
- 2011年（平成23年）5月21日：可動式ホーム柵使用開始。

## 駅構造
島式ホーム1面2線を有する地下駅で、可動式ホーム柵が設置されている。ホームは20m車8両編成まで対応している。桜通線は当駅付近で名古屋高速2号東山線（掘割構造）の下を通るため、ホームは地下の深い位置にある。改札口は北改札口（開放時間：6時 - 23時30分）と南改札口の2ヶ所で、北改札口からは1・6・7番出入口へ、南改札口からは他の出入口と自転車置場へ繋がっている。コンコースは南北に分断されており、通り抜けができない。エレベーターは南改札口側にのみ設置。
また、今池方の上下線間に保守車両の基地が置かれており、桜通線設備の保守点検を行っている。
当駅は、桜本町管区駅が管轄していたが組織改正により今池管区駅に統合移管された。

### のりば
| ホーム | 路線   | 行先                     |
| ------ | ------ | ------------------------ |
| 1      | 桜通線 | 新瑞橋・徳重方面         |
| 2      | 桜通線 | 今池・名古屋・太閤通方面 |

## 利用状況
- 2019年度の一日平均乗車人員は7,630人であった。

## 駅周辺

### 周辺の施設
| - 名古屋市中小企業振興会館（吹上ホール） - 吹上公園 - 名古屋市昭和スポーツセンター - 名古屋市千種文化小劇場 - 愛昇殿レクストの杜-吹上 - NTTドコモ阿由知ビル - ケーズデンキ名古屋本店 - カフェ・コンセール・エルム - 吉田病院 | - 名古屋市立吹上小学校 - 名古屋市立千種小学校 - 名古屋工業大学 - 名古屋高速2号東山線 - 吹上東出入口・吹上西出入口 - 環状線（名古屋市道名古屋環状線） - 若宮大通 - 鏡ヶ池線（名古屋市道鏡ヶ池線） - 飯田街道（国道153号） - 飯田街道（愛知県道56号名古屋岡崎線） |

### バス路線
最寄り停留所は、地下鉄吹上となる。以下の路線が乗り入れ、名古屋市交通局により運行されている。
- 名駅17系統：名古屋駅行、名古屋大学行
- 栄16系統：栄行、名古屋大学行
- 栄17系統：栄行、名古屋大学行
- 吹上11系統：大曽根行、吹上行、御器所通行

## 隣の駅
名古屋市営地下鉄
 桜通線
今池駅 (S08) - 吹上駅 (S09) - 御器所駅 (S10)